# Илтнерс, Эдгар
Эдгарс Карлович И́лтнерс (латыш. Edgars Iltners; 1925—1983) — латышский, советский художник-живописец, педагог. Народный художник СССР (1977).

## Биография
Родился 13 марта 1925 года на хуторе Бурини (ныне Айзпутский край Латвии).
Учился в Дзервской шестилетней основной школе, 1-й Лиепайской средней школе  (1941—1944), в Лиепайском педагогическом училище (1945—1946), Лиепайской художественной школе (1946—1948). Окончил Рижскую художественную школу имени Я. Розентала (1949) и отделение живописи (мастерская О. Скулме) Латвийской государственной академии художеств (1956).
Работал преподавателем в Рижской художественной школе имени Я. Розентала (1956—1961), педагогом на кафедре рисунка (1960—1973) и кафедре живописи Латвийской государственной академии художеств (1976—1983), руководителем мастерской монументальной живописи (с 1978). Ректор (1974—1976); профессор (1974).
Член-корреспондент АХ СССР (1975). Член Союза художников Латвии (с 1957), в 1968—1982 председатель правления Союза художников Латвийской ССР и секретарь правления СХ СССР.
Депутат Верховного Совета СССР 10 созыва (1979—1983).
Умер 9 февраля 1983 года в Риге. Похоронен на Лесном кладбище.

### Семья
- Жена — Эрика Илтнере, художник по текстилю
- Дочери — Иева, Зане и Дайле, художники

## Награды и звания
- Заслуженный деятель искусств Латвийской ССР (1963)
- Народный художник Латвийской ССР (1973)
- Народный художник СССР (1977)
- Государственная премия Латвийской ССР (1965) — за картины «Хозяева земли» и «Мозолистые руки»[2].
- Орден «Знак Почёта»

## Творчество
Принимал участие в выставках с 1955 года. Один из самых заметных латвийских художников, представителей «сурового стиля». Большая часть работ — предметные композиции, фигуральные работы, пейзажи, портреты и натюрморты. В 1960-х годах экспериментировал с новаторскими для латышской живописи тех лет фактурными эффектами.
Наиболее известные работы: «Мужья возвращаются» (1957), «Хозяева земли» (1960), «Мозолистые руки» (1962), «Рижские башни» (1965), «Бессмертие» (1968), «Июль» (1970), «Картофельное поле» (1974), «Монтажники» (1977), «Венеция ночью» (1981), «Эрика» (1975), «Портрет Екаба Казака» (1982).

## Память
- После смерти художника в 1985 году в Лиепае прошла выставка, посвящённая его памяти.
- В 1988 году по предложению Лиепайской организации Союза художников учреждена Премия Э. Илтнерса в области фигурной живописи.